# Boken om ABBA
Boken om ABBA é um livro que conta a história do grupo sueco ABBA, escrito por Rud Kofoed. Foi lançado em 1977, primeiramente pela editora A&K na Suécia, e posteriormente pela editora Chr. Erichsens Forlag na Dinamarca.